# テキサス独立宣言
テキサス独立宣言（テキサスどくりつせんげん、Texas Declaration of Independence）は、テキサス革命におけるメキシコからのテキサス共和国の正式な独立の宣言を指す。ワシントン・オン・ザ・ブラゾスの1836年会議で採択され、1836年3月2日に署名された。

## 概要
リチャード・エリス議長はジョージ・C・チルドレス、エドワード・コンラッド、ジェームス・ゲインズ、ベイリー・ハードマン、コリン・マキンニーの5名の委員を任命した。中でもマキンニーは、会議で最年長の70歳であった。彼ら5名で宣言を書き起こしたが、大部分はチルドレスの仕事だった。
宣言はとりわけ、メキシコからの分離が以下の理由によることを言及している。
アメリカ合衆国の独立宣言を基本に、テキサスの宣言には、アメリカの政治原則の多くの記念すべき表現が含まれている。